# زیمنس وکترون
زیمنس وکترون یک لوکوموتیو ساخت شرکت زیمنس موبیلیتی می‌باشد که در سال ۲۰۱۰ در آلمان معرفی شد. این لوکوموتیو دیزل الکتریک می‌باشد. این لوکوموتیو برای راه‌آهن کشورهای اروپایی طراحی و تولید گردیده‌است.

## تاریخچه
زیمنس کار خود را در اوایل قرن بیست و یکم آغاز کرد. در آن زمان زیمنس موفق شد انواع لوکوموتیوهای باربری و مسافر بری تولید کند.
در آن زمان بزرگترین خریداران محصولات زیمنس اتریش و آلمان بودند.
زیمنس وکترون بر پایه پلتفرم محصولات قبلی زیمنس ساخته شده‌است که در سال ۲۰۱۰ به‌طور رسمی معرفی شد و آغاز به کار نمود.
بیشترین فروش این لوکوموتیو به آلمان، لهستان، اتریش، سوئیس، هلند و ایتالیا می‌باشند.

## پیشرانه
این لوکوموتیو از دو پیشرانه برقی و دیزلی بهره می‌برد و در چهار نوع سیستم ولتاژ جریان متناوب ، سیستم چند ولتاژ ، سیستم ولتاژ جریان مستقیم و سیستم دیزل الکتریکی تولید می‌شود.
- - پیشرانه برقی

نسخه متوسط پیشرانه برقی ۷۰۰۰ اسب بخار قدرت دارد. همچنین پیشرانه نسخه باربری با قدرت بالای این لوکوموتیو ۸۶۰۰ اسب بخار توان دارد. سرعت استاندارد زیمنس وکترون ۱۶۰ کیلومتر در ساعت (۹۹ مایل در ساعت) است که توان رسیدن به ۲۰۰ کیلومتر بر ساعت هم دارد.
- - پیشرانه دیزلی

نسخه دیزل این دستگاه از همان سال ۲۰۱۰ معرفی و عرضه شد. نسخه دیزل از یک موتور ۲٫۴ مگاواتی (۳۲۰۰ اسب بخاری) با نام MTU 16V استفاده شده‌است که سرعت این لوکوموتیو را تا ۱۶۰ کیلومتر برساعت می‌رساند.

## کشورهای به‌کار گیرنده
این لوکوموتیو در این کشورها استفاده می‌شود. بیشترین استفاده متعلق به اتریش و آلمان و لهستان می‌باشد.
 اتریش

 بلژیک

 بلغارستان

 کرواسی

 جمهوری چک

 دانمارک

 فنلاند

 آلمان

 مجارستان

 ایتالیا

 هلند

 نروژ

 لهستان

 رومانی

 صربستان

 اسلواکی

 اسلوونی

 سوئد

  سوئیس